# تاریخ یهودیان تحت حکومت مسلمانان
در سراسر خاورمیانه و آفریقای شمالی از دورهٔ باستان جوامع یهودی وجود داشته‌اند. تا زمان فتوحات مسلمانان در قرن ۷، این جوامع باستانی شده تحت حکومت امپراطوری‌های مختلف بود و یهودیان بابل، ایرانی، کارتاژ، یونان، روم، بیزانس، عثمانی و یمنی را شامل می‌شد. به یهودیان تحت حکومت اسلامی در کنار دیگر گروه‌های معین مذهبی قبل از اسلام وضعیت ذمی داده شد. هر چند این گروه‌های غیر مسلمان با وجود شهروند درجه دوم بودن از حقوق و حمایتها به عنوان «اهل کتاب» برخوردار بودند. هنگام موج‌های آزار و شکنجه یهودیان در قرون وسطی در اروپا بسیاری از یهودیان در سرزمین‌های مسلمان پناه گرفتند. مثلاً یهودیان اخراج شده از شبه جزیره ایبری به اسکان در مناطق گوناگون امپراتوری عثمانی دعوت شدند و در آن جا اغلب به شکل یک مدل اقلیت مرفه از تجار عنوان واسطه برای حاکمان مسلمان شان ایفای نقش کردند. امروزه شمار یهودیان ساکن در جهان اسلام نسبت به اندازهٔ قبلی به بخش کوچکی تقلیل یافته و ایران و ترکیه بزرگترین جمعیت باقی مانده یهودی را در خود جای داده‌اند.